# Fabio Brini
Fabio Brini (Porto Sant'Elpidio, 1º maggio 1957) è un allenatore di calcio ed ex calciatore italiano, di ruolo portiere.
Da allenatore ha collezionato quattro promozioni dalla Serie C1 alla Serie B: la prima con l'Ancona nel 1996-1997 come vice (subentrando poi nei play-off), la seconda sempre con l'Ancona nel 1999-2000, la terza con la Salernitana nel 2007-2008, e la quarta con il Carpi nel 2012-2013.

## Carriera

### Giocatore
Cresciuto nelle giovanili dell'Ascoli, ha giocato due tornei di Serie A da titolare fra i pali della squadra marchigiana, dal 1981 al 1983: in questo lasso di tempo emerge tra i portieri-rivelazione del campionato, entrando nel novero dei papabili quale erede di Dino Zoff alla Juventus (ruolo poi andato a Stefano Tacconi). Brini prosegue quindi la carriera nelle file dell'Udinese, giocando in Friuli altri quattro campionati in massima serie, di cui tre da titolare, e uno in Serie B.
Nel 1988 scende in Serie C1 per difendere la porta del L.R. Vicenza, quindi torna fra i cadetti per ricoprire per due stagioni e mezza il ruolo di portiere di riserva dell'Avellino.

Brini all'Ascoli nella prima metà degli anni 1980.

A gennaio 1992, e nella stagione successiva, difende la porta dell'Avezzano, in Serie C2. Nell'annata 1993-1994 si trasferisce alla Fermana, con cui ottiene la promozione in C2 dopo ripescaggio: in questa stagione Brini stabilisce il record d'imbattibilità casalinga con 877 minuti, suvendo il primo gol interno solamente alla prima giornata di ritorno.
In carriera ha totalizzato complessivamente 142 presenze in Serie A e 19 in Serie B.

### Allenatore
Comincia allenando la Montegiorgese, compagine marchigiana con cui disputa un campionato Dilettanti. Passa all'Ancona, dove si divide tra il ruolo di primo allenatore e di quello in seconda. Nel 1999 subentra a Lorenzo Mancano sulla panchina del Foggia, in ultimo in classifica nel girone B di C1. Raggiunge i play-out ma si arrende all'Ancona e la squadra retrocede in Serie C2. L'anno dopo il torna ad allenare l'Ancona, con cui raggiungerà una promozione in Serie B.
Dopo due esoneri di fila al Taranto e alla Ternana, Brini viene chiamato tre volte ad allenare la Salernitana. Con i granata da subentrante ottiene la promozione in Serie B nel 2007-2008 e la permanenza in cadetteria nel 2008-2009. A salvezza raggiunta, il 19 giugno 2009 arriva la nota ufficiale della conferma di Brini sulla panchina della Salernitana; tuttavia il successivo 19 settembre viene esonerato a seguito di un brutto inizio di torneo, che vede i granata rimasti a zero punti in classifica dopo le prime cinque giornate.
Il 5 agosto 2011 va al Pergocrema, tornando a sedersi su una panchina dopo un anno di inattività. Il 5 aprile 2012 viene esonerato per divergenze con la società; il giorno seguente viene richiamato dopo che i calciatori avevano chiesto alla società di far rientrare il provvedimento. Nel 2013 viene ingaggiato dal Carpi nel girone di ritorno e porta alla storica promozione in B vincendo i play-off con il Lecce.
Il 20 gennaio 2014 subentra a Guido Carboni alla guida del Benevento, squadra militante nel girone B di Lega Pro Prima Divisione. Con i giallorossi si qualifica ai play-off dove viene eliminato nelle semifinali. Per l'anno 2014-2015 viene confermato alla guida del Benevento dove prova a centrare la sua quinta promozione in Serie B: il 19 aprile 2015, nonostante il secondo posto in campionato e il record per i sanniti di 71 punti, viene esonerato dalla guida della squadra campana, chiudendo così la sua esperienza con 47 partite disputate, 91 punti conquistati, 25 vittorie, 16 pareggi e 6 sconfitte.
Il 20 dicembre dello stesso anno diventa il nuovo tecnico del Pavia, sostituendo l'esonerato Michele Marcolini; il successivo 13 marzo 2016 viene esonerato dopo aver collezionato 16 punti in dieci giornate con 4 vittorie, 4 pareggi e 2 sconfitte, con la squadra al quinto posto.
L'8 luglio seguente torna ad Ancona, di cui è nominato tecnico dalla nuova proprietà di Fabiano Ranieri, sostituendo Giovanni Cornacchini. Viene sollevato dall'incarico il 14 febbraio 2017, dopo un periodo negativo per la squadra dorica. Il 17 marzo rescinde il contratto che lo legava ai Biancorossi fino al 2018.
Il 11 marzo 2019 viene chiamato dal A.J. Fano per sostituire Massimo Epifani con la squadra all'ultimo posto in Serie C. Il 5 maggio termina il campionato all'ultimo posto, a un punto dalla salvezza diretta, con la squadra che retrocede in Serie D.
Il 4 aprile 2022 ritorna, dopo ventisei anni, sulla panchina del Montegiorgio, in Serie D. In 9 partite, con 6 vittorie, un pareggio e 2 sconfitte, conquista la salvezza anticipata. Nonostante ciò, il 16 giugno arriva la comunicazione da parte del club di aver interrotto il rapporto di collaborazione.
Il 23 dicembre 2024 viene annunciato come nuovo allenatore della Fermana, militante nel Girone F di Serie D.  Il 3 marzo 2025, all'indomani del pareggio interno contro il Roma City, rassegna le dimissioni con la squadra all'ultimo posto in classifica.

## Statistiche

### Statistiche da allenatore
Statistiche aggiornate al 5 maggio 2019. In grassetto le competizioni vinte.
| Stagione           | Squadra            | Campionato         | Campionato | Campionato | Campionato | Campionato | Coppe nazionali | Coppe nazionali | Coppe nazionali | Coppe nazionali | Coppe nazionali | Coppe continentali | Coppe continentali | Coppe continentali | Coppe continentali | Coppe continentali | Altre coppe | Altre coppe | Altre coppe | Altre coppe | Altre coppe | Totale | Totale | Totale | Totale | Vittorie % |
| Stagione           | Squadra            | Comp               | G          | V          | N          | P          | Comp            | G               | V               | N               | P               | Comp               | G                  | V                  | N                  | P                  | Comp        | G           | V           | N           | P           | G      | V      | N      | P      | %          |
| ------------------ | ------------------ | ------------------ | ---------- | ---------- | ---------- | ---------- | --------------- | --------------- | --------------- | --------------- | --------------- | ------------------ | ------------------ | ------------------ | ------------------ | ------------------ | ----------- | ----------- | ----------- | ----------- | ----------- | ------ | ------ | ------ | ------ | ---------- |
| 1999-2000          | Ancona             | C1                 | 34+3       | 17+1       | 11+2       | 6          | CI-C            | 4               | 2               | 1               | 1               | -                  | -                  | -                  | -                  | -                  | -           | -           | -           | -           | -           | 41     | 20     | 14     | 7      | 48,78      |
| 2000-2001          | Ancona             | B                  | 38         | 14         | 9          | 15         | CI              | 3               | 2               | 0               | 1               | -                  | -                  | -                  | -                  | -                  | -           | -           | -           | -           | -           | 41     | 16     | 9      | 16     | 39,02      |
| 2001-2002          | Ancona             | B                  | 18         | 6          | 3          | 9          | CI              | 3               | 2               | 0               | 1               | -                  | -                  | -                  | -                  | -                  | -           | -           | -           | -           | -           | 21     | 8      | 3      | 10     | 38,10      |
| 2002-2003          | Taranto            | C1                 | 26         | 10         | 7          | 9          | CI-C            | -               | -               | -               | -               | -                  | -                  | -                  | -                  | -                  | -           | -           | -           | -           | -           | 26     | 10     | 7      | 9      | 38,46      |
| 2002-2003          | Taranto            | C1                 | 13         | 2          | 4          | 7          | CI-C            | 4               | 1               | 3               | 0               | -                  | -                  | -                  | -                  | -                  | -           | -           | -           | -           | -           | 17     | 3      | 7      | 7      | 17,65      |
| Totale Taranto     | Totale Taranto     | Totale Taranto     | 39         | 12         | 11         | 16         |                 | 4               | 1               | 3               | 0               |                    | -                  | -                  | -                  | -                  |             | -           | -           | -           | -           | 43     | 13     | 14     | 16     | 30,23      |
| 2004-2005          | Ternana            | B                  | 33         | 12         | 12         | 9          | CI              | -               | -               | -               | -               | -                  | -                  | -                  | -                  | -                  | -           | -           | -           | -           | -           | 33     | 12     | 12     | 9      | 36,36      |
| 2005-2006          | Ternana            | B                  | 23         | 4          | 11         | 8          | CI              | -               | -               | -               | -               | -                  | -                  | -                  | -                  | -                  | -           | -           | -           | -           | -           | 23     | 4      | 11     | 8      | 17,39      |
| Totale Ternana     | Totale Ternana     | Totale Ternana     | 56         | 16         | 23         | 17         |                 | -               | -               | -               | -               |                    | -                  | -                  | -                  | -                  |             | -           | -           | -           | -           | 56     | 16     | 23     | 17     | 28,57      |
| 2006-2007          | Martina            | C2                 | 10+2       | 4+1        | 4+1        | 2          | CI-C            | 0               | 0               | 0               | 0               | -                  | -                  | -                  | -                  | -                  | -           | -           | -           | -           | -           | 12     | 5      | 5      | 2      | 41,67      |
| 2007-2008          | Salernitana        | C1                 | 12         | 5          | 6          | 1          | CI-C            | 0               | 0               | 0               | 0               | -                  | -                  | -                  | -                  | -                  | SSC         | 2           | 1           | 0           | 1           | 14     | 6      | 6      | 2      | 42,86      |
| 2008-2009          | Salernitana        | B                  | 8          | 4          | 2          | 2          | CI              | 0               | 0               | 0               | 0               | -                  | -                  | -                  | -                  | -                  | -           | -           | -           | -           | -           | 8      | 4      | 2      | 2      | 50,00      |
| 2009-2010          | Salernitana        | B                  | 5          | 0          | 0          | 5          | CI              | 2               | 1               | 0               | 1               | -                  | -                  | -                  | -                  | -                  | -           | -           | -           | -           | -           | 7      | 1      | 0      | 6      | 14,29      |
| Totale Salernitana | Totale Salernitana | Totale Salernitana | 25         | 9          | 8          | 8          |                 | 2               | 1               | 0               | 1               |                    | -                  | -                  | -                  | -                  |             | 2           | 1           | 0           | 1           | 29     | 11     | 8      | 10     | 37,93      |
| 2011-2012          | Pergocrema         | LP-1D              | 34         | 12         | 9          | 13         | CI-LP           | 4               | 0               | 0               | 4               | -                  | -                  | -                  | -                  | -                  | -           | -           | -           | -           | -           | 38     | 12     | 9      | 17     | 31,58      |
| 2012-2013          | Carpi              | LP-1D              | 13+4       | 8+2        | 3+2        | 2          | CI+CI-LP        | 0+0             | 0+0             | 0+0             | 0+0             | -                  | -                  | -                  | -                  | -                  | -           | -           | -           | -           | -           | 17     | 10     | 5      | 2      | 58,82      |
| 2013-2014          | Benevento          | LP-1D              | 12+3       | 6+1        | 4+1        | 2+1        | CI+CI-LP        | 0+0             | 0+0             | 0+0             | 0+0             | -                  | -                  | -                  | -                  | -                  | -           | -           | -           | -           | -           | 15     | 7      | 5      | 3      | 46,67      |
| 2014-2015          | Benevento          | LP                 | 35         | 20         | 11         | 4          | CI+CI-LP        | 2+1             | 1+0             | 1+0             | 0+1             | -                  | -                  | -                  | -                  | -                  | -           | -           | -           | -           | -           | 38     | 21     | 12     | 5      | 55,26      |
| Totale Benevento   | Totale Benevento   | Totale Benevento   | 50         | 27         | 16         | 7          |                 | 3               | 1               | 1               | 1               |                    | -                  | -                  | -                  | -                  |             | -           | -           | -           | -           | 53     | 28     | 17     | 8      | 52,83      |
| 2015-2016          | Pavia              | LP                 | 10         | 4          | 4          | 2          | CI+CI-LP        | 0+0             | 0+0             | 0+0             | 0+0             | -                  | -                  | -                  | -                  | -                  | -           | -           | -           | -           | -           | 10     | 4      | 4      | 2      | 40,00      |
| 2016-2017          | Ancona             | LP                 | 25         | 5          | 8          | 12         | CI-LP           | 3               | 2               | 1               | 0               | -                  | -                  | -                  | -                  | -                  | -           | -           | -           | -           | -           | 28     | 7      | 9      | 12     | 25,00      |
| Totale Ancona      | Totale Ancona      | Totale Ancona      | 118        | 43         | 33         | 42         |                 | 13              | 8               | 2               | 3               |                    | -                  | -                  | -                  | -                  |             | -           | -           | -           | -           | 131    | 51     | 35     | 45     | 38,93      |
| 2018-2019          | Fano               | C                  | 8          | 2          | 3          | 3          | CI-C            | 0               | 0               | 0               | 0               | -                  | -                  | -                  | -                  | -                  | -           | -           | -           | -           | -           | 8      | 2      | 3      | 3      | 25,00      |
| Totale carriera    | Totale carriera    | Totale carriera    | 369        | 140        | 117        | 112        |                 | 26              | 11              | 6               | 9               |                    | -                  | -                  | -                  | -                  |             | 2           | 1           | 0           | 1           | 397    | 152    | 123    | 122    | 38,29      |

## Palmarès

### Allenatore
- Campionato italiano Serie C1: 1

Salernitana: 2007-2008 (girone B)